# La verità su Emanuel
La verità su Emanuel (The Truth About Emanuel) è un film del 2013 diretto da Francesca Gregorini.
Film indipendente drammatico di cui la regista Gregorini è anche autrice del soggetto, con Sarah Thorp, della sceneggiatura, e produttrice con Matthew R. Brady.

## Trama
Emanuel è una ragazza di diciassette anni che vive con il padre e la nuova moglie, è introversa e tormentata perché convinta di non meritarsi la vita, in quanto la madre, per metterla al mondo, è morta. Pochi giorni prima del suo diciottesimo compleanno si trasferisce nella casa di fianco alla sua, Linda, una giovane donna con un neonato.
Colpita della somiglianza con le foto di sua madre, riesce a farsi assumere come baby-sitter.
In uno dei quotidiani viaggi in treno verso la scuola o il lavoro in farmacia, incontra Claude, un ragazzo con cui subito scatta una forte attrazione. Emanuel si affeziona sempre di più a Linda ma trova strano che non le faccia mai vedere Chloe, sua figlia.
Un giorno, decisa a scoprire cosa stia nascondendo, guarda nella culla e scopre che Chloe non è una bambina vera, ma una bambola. Linda continua a fare finta di niente e anche Emanuel dopo un momento di indecisione decide di assecondare la donna.
Le giornate trascorrono tranquille, fin quando la matrigna di Emanuel, Janice, non fa visita a Linda, desiderosa anche lei di vedere la bambina. Emanuel preoccupata dalla situazione si inventa la scusa che questa stia dormendo, purtroppo però Janice invita Linda a cena il venerdì seguente, dicendo che Emanuel avrebbe potuto fare anche in quella occasione la baby-sitter.
Il giorno seguente, in treno, la ragazza incontra di nuovo Claude che le chiede di uscire proprio per il venerdì, Emanuel così prende al volo l'occasione, facendo saltare la cena di Linda con la sua famiglia. Janice, interdetta, rinnova l'invito a cena sia a Linda che a Claude per il giorno del compleanno di Emanuel. Il giorno seguente Linda si presenta in farmacia dove la ragazza sta facendo il turno, e incontra Arthur, il suo collega, che si offre di badare a Chloe per la sera del compleanno.
La festa si svolge in maniera tranquilla ma Emanuel è preoccupata che Arthur possa vedere la bambina e rovinare l'equilibrio di Linda, così cerca di bloccarlo ma non ci riesce. Arthur vede la bambola e chiede a Linda dove sia la vera bambina, Linda sembra trasalire e urla ad Emanuel di dirle dove si trovi Chloe, la ragazza indica la bambola e si accascia a terra abbracciandola.
Durante lo svenimento, Emanuel ha una visione di sua madre sott'acqua mentre le toglie la bambina dalle braccia e la porta con sé. Chiamata la polizia, i genitori di Emanuel invitano a casa l'ex marito di Linda che racconta loro la verità: i due avevano provato ad avere figli per cinque anni, ma poco dopo la nascita, la neonata era morta in circostanze misteriose.
Linda, non potendo accettare la perdita aveva comprato una bambola con cui sostituirla, non volendo neanche andare al funerale e quando il marito aveva cercato di internarla, era scappata.
Emanuel decisa ad aiutare l'amica, quella notte entra di nascosto nella clinica psichiatrica dove si trova, portando con sé la bambola. Accompagna Linda sulla tomba di sua madre che in diciotto anni non era mai riuscita a visitare e dopo aver scavato di fianco un fosso, seppellisce con Linda la falsa Chloe, cercando entrambe di metabolizzare il loro lutto.

## Produzione
Il film, che durante la lavorazione era intitolato Emanuel and the Truth About Fishes, è stato interamente girato in un mese a Los Angeles tra il gennaio e il febbraio del 2012. Prima di andare a Kaya Scodelario il ruolo di Emanuel era stato affidato a Rooney Mara, che ha poi co-prodotto il film.

## Colonna sonora
1. France Gall — Laisse tomber les filles
2. Agnes Obel — Philharmonics
3. Fránçois And The Atlas Mountains — Moitiée
4. Malena Ernman — Carmen - Atto Primo: È l'amore uno strano augello
5. Jeremiah Clark — Trumpet Voluntary
6. Miah Persson and the Swedish Chamber Orchestra — Zaide
7. Sean Lennon and Matthieu Chedid — L'Eclipse
8. Fort Lean — High Definition
9. Georg Friedrich Händel — Hallelujah
10. Agnes Obel — On Powdered Ground
11. Agnes Obel — Falling, Catching

## Accoglienza
Il film ha ricevuto buone critiche, con un voto di 6.2/10 su IMDb e 5.1/10 su Rotten Tomatoes.

## Riconoscimenti
- Sundance Film Festival 2013
  - Candidatura al Gran premio della giuria per il miglior film drammatico